# Wzorzec projektowy (architektura)
Wzorzec projektowy – uniwersalne, sprawdzone w praktyce rozwiązania często pojawiających się, powtarzalnych problemów projektowych.
Koncepcję uchwycenia idei projektowych jako rodzaju wzorca przypisuje się zwykle amerykańskiemu architektowi nazwiskiem Christopher Alexander. Wzorce Alexandra zostały pomyślane jako zestaw sprawdzonych koncepcji architektonicznych służących konstruowaniu środowiska mieszkalnego i środowiska pracy zarówno dla jednostek jak i dla społeczności.
Powstały one z analizy decyzji projektowych wielu budowniczych próbujących rozwiązać konkretny problem budowlany. Według Alexandra, wzorzec projektowy powinien być opisywany przez podanie:
1. systemu sił – opisanie problemu, czynników, które należy wziąć pod uwagę i zamierzonego celu
2. rozwiązania – konstrukcji, która wyraża najlepsze zrównoważenie sił lub oferuje najlepsze osiągnięcia celu przy założonych czynnikach
3. kontekstu – opis warunków, w których rozwiązanie znajduje zastosowanie

Poza Alexandrem niewielu budowniczych spróbowało stosować jego wzorce w swoich projektach, choć Alexander twierdził, że wzorce tworzą swoisty język, którego elementy mogą być łączone według pewnych reguł w celu stworzenia rozwiązań odznaczających się pięknem, funkcjonalnością i elastycznością użytkowania. Wykonane projekty spotkały się z różnym przyjęciem wśród architektów, budowniczych, krytyków i użytkowników końcowych.